# Aparición del Espíritu Santo a santa Teresa de Jesús
La aparición del Espíritu Santo a santa Teresa de Jesús es una pintura de 1612-1614 de Pedro Pablo Rubens. Se encuentra en la colección del Museo Boijmans Van Beuningen de Róterdam.

## Descripción
El panel muestra una visión que Santa Teresa de Jesús describió en su autobiografía. En la víspera de Pentecostés hacia 1569, cuando se retiró para orar y meditar en el Espíritu Santo, este se le apareció en forma de una paloma de gran tamaño, con alas que relucían como resplandores.
Teresa está representada con las manos alzadas en un gesto de éxtasis, arrodillada en reverencia y mirando al Espíritu Santo que se le aparece en forma de paloma. Viste el hábito de la orden carmelita.

## Inspiración

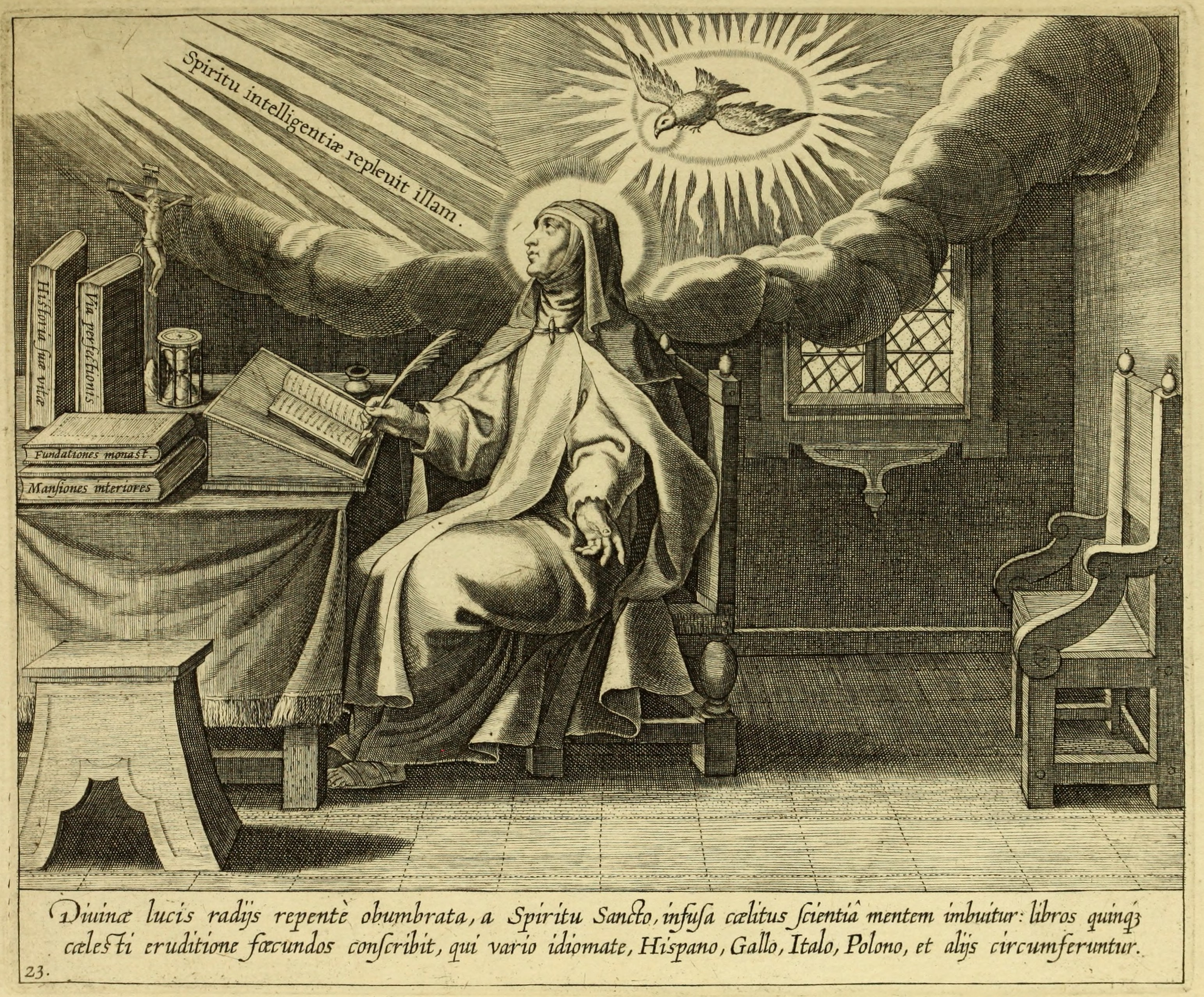
Grabado de 1613 de Adriaen Collaert.

Es posible que Rubens se haya inspirado en un grabado. Una escena similar ocurre en el libro de registro Vita B. Virginis Teresiae a Iesu, publicado por Adriaen Collaert y Cornelis Galle I, por iniciativa de la priora de las Carmelitas Descalzas de Bruselas.

## Origen de la pintura
La tabla de Róterdam se puede identificar como una de las dos predelas que se ubicaban en el siglo XVIII bajo el retablo Cristo se aparece a Santa Teresa en el monasterio de las Carmelitas Descalzas de Bruselas. Fueron regaladas por las monjas al pintor bruselense Nicolaas-Emmanuel de Pery, que todavía las poseía alrededor de 1771, y finalmente terminaron en el mercado del arte.